# Богорад, Исаак Яковлевич
Исаак Яковлевич Богора́д (1909 — после 1994) — советский физикохимик и электрохимик, лауреат Сталинской премии 1948 года.

## Биография
Родился в Симферополе в 1909 году. Старший сын композитора Я. И. Богорада.
Окончил электромеханический факультет ЛПИ имени М. И. Калинина.
Работал в НИИ-13 Наркомата оборонной промышленности (Ленинградский институт металлов), в 1940-е годы заместитель начальника лаборатории электрообработки металлов. Кандидат технических наук. С 1950-х годов работал в ЦНИИ технологии судостроения.

## Признание
- Сталинская премия третьей степени (1948) — за изобретение и внедрение в производство нового метода обработки металлов